# Thecla heodes
Thecla heodes är en fjärilsart som beskrevs av Druce 1909. Thecla heodes ingår i släktet Thecla och familjen juvelvingar. Inga underarter finns listade i Catalogue of Life.